# Ореха Агирре, Марселино
Марсели́но Оре́ха Аги́рре (исп. Marcelino Oreja Aguirre; род. 13 февраля 1935) — испанский политик. Министр иностранных дел Испании в 1976—1980 годах.
Получил юридическое образование в Мадриде, начал в 1960 году дипломатическую карьеру и работал в 1962—1970 годах референтом министра иностранных дел Испании. В 1970 году возглавлял отдел международных связей в Государственном банке Испании. До 1974 года занимал должность помощника государственного секретаря по вопросам информации и туризма. В 1976—1980 годах служил министром иностранных дел Испании. В 1977 году объявил короля Хуана Карлоса I сенатором. В 1979 году получил депутатский мандат от провинции Гипускоа.
В 1984—1989 годах занимал должность генерального секретаря Совета Европы, затем входил в состав Европейского парламента. Заместитель председателя фракции Европейской народной партии и председатель организационного комитета. В 1991 году возглавил совещательный орган Европейской комиссии по биоэтике.
В 1992 году по поручению организационного комитета парламента разработал проект Европейской конституции, которая была представлена в Европейскую комиссию в апреле 1993 года.